# Македонска втора лига
Втора македонска футболна лига (на македонска литературна норма: Втора македонска футболска лига) е футболно първенство на Северна Македония, което се провежда всяка година от 1992 до наши дни.

## Структура
Лигата е основана през 1992 година. В първенството взимат участие 10 отбора, които играят на принципа „всеки срещу всеки“ три пъти, общо 27 мача. Шампионът и вторият в крайното класиране получават правото да играят в Първа лига. Третият отбор играе плей-оф с осмия в класирането на Първа лига.

## Сезон 2015/2016
- Влазрими Кичево
- Гостивар
- Евромилк Горно Лисиче
- Кожув Миравци
- Любанци 1974
- ФК Македония
- Пелистер
- Победа 2010
- Скопие
- Тетекс